# بهرام عين الله
بهرام عين الله ( (بالفارسية: بهرام عین‌اللهی) ) سياسي إيراني وطبيب عيون . وهو أستاذ طب وجراحة العيون في القرنية وجراحة الانكسار وجزء العين الأمامي  في جامعة شهيد بهشتي للعلوم الطبية، طهران. شغل منصب وزير الصحة والتعليم الطبي اعتبارًا من 25 أغسطس 2021، حيث حل محل سعيد نمكي .
في غضون الأيام القليلة من تعيينه وزيراً للصحة ، تلق لقاح COVID-19 ما يصل إلى 50 مليون شخص بالكامل. 